# Enrico Michele Demarchi
Enrico Demarchi (Torino, 5 dicembre 1894 – 10 gennaio 1980) è stato un politico e imprenditore italiano.

## Biografia
Commerciante di professione. Impegnato in politica con il Partito Liberale Italiano fu eletto deputato nel 1963 e confermato nel 1968; ricandidato anche alle elezioni del 1972, non venne eletto, ma subentrò negli ultimi due mesi della legislatura, nel 1976, dopo il decesso del collega Giuseppe Alpino. Complessivamente nei suoi anni alla Camera dei Deputati fu firmatario di 48 progetti di legge e autore di 29 interventi.
Morì il 10 gennaio 1980 all'età di 85 anni.